# LaPhonso Ellis
Pour les articles homonymes, voir Ellis.
LaPhonso Darnell Ellis (né le 5 mai 1970 à East Saint Louis, en Illinois) est un ancien joueur américain de basket-ball. Il mesure 2,03 m pour 108 kg et évolue au poste d'ailier fort.
Il mena son équipe du lycée East St. Louis Lincoln à deux titres de champion de l'État de l'Illinois en 1987 et 1988. Ellis rejoint par la suite l'université de Notre Dame, qui se qualifia pour le tournoi final NCAA lors de ses années freshman et sophomore.
Ellis inscrivit 1505 points en carrière, pour une moyenne de 15,5 points par match. Il est sélectionné au 5e rang de la draft 1992 par les Nuggets de Denver et fut nommé dans la NBA All-Rookie first team 1992. Il évolua ensuite aux Hawks d'Atlanta, aux Timberwolves du Minnesota et au Heat de Miami, avant de mettre un terme à sa carrière à l'issue de la saison 2002-2003.
Depuis 2009, il travaille comme consultant pour la chaîne de télévision ESPN.

## Anecdote
LaPhonso Ellis est mentionné à de multiples reprises en tant qu'ancien élève du lycée Danielle Atron Junior High School dans la série télévisée Les Incroyables Pouvoirs d'Alex.